# Братство Черноголовых
Бра́тство Черноголо́вых (н.-нем. Bröder vun de Swarten Hööften, нем. Schwarzhäupter, латыш. Melngalvji, эст. Mustpead) на раннем этапе было объединением иноземных купцов и судовладельцев, существовавшим в Ливонии с середины XIV века до 1940 года. Первая официальная местная организация Братства была в Ревеле в 1399 году, когда холостые купцы вышли из Большой гильдии свободного города Ревеля. Очень быстро Братство стало военно-торговой корпорацией с тесными связями с ревельским мужским монастырём Святой Катарины доминиканского ордена, однако после Реформации контакт с церковью ослаб и гражданские аспекты объединения постепенно вышли на первый план. По окончании Северной войны главным образом стало общественной организацией, членами Братства могли стать значимые члены общества: профессоры университета, владельцы аптек, народные просветители.

## История
Происхождение и двойственная природа Братства Черноголовых как военной организации и коммерческого объединения — обычны и даже традиционны для европейской истории. Как в Западной, так и Восточной Европе ещё с XI века действовали духовно-рыцарские ордены, однако во время создания Братства (не позднее 1399 года) ордены были на закате своего могущества и Братство было создано, скорее всего, как подобие таких орденов с идеалистической целью воссоздать лучшие из их традиций чести, благородства и служения высшей цели. Военная сторона Братства определяется его основанием в дни поднятого коренным населением Северной Европы последнего крупного антихристианского восстания в ответ на Ливонский крестовый поход. Коммерческая сторона отражает зарождение Братства в ранний период существования Ганзейского союза, ознаменовавшего собой вступление Северной Европы в новую эру, более ориентированную на торговлю, нежели на войну. И также как военная и политическая деятельность рыцарских орденов сменялась на благотворительную, Братство по мере военного укрепления городов своего пребывания избирало стезю гражданского служения, были организованы ночные патрули в Ревеле, добровольная пожарная дружина (старинный устав которой сохранился c XVI века и выставлен в городском музее Таллина), также Братство помогало церковным приходам (не только церкви святой Катарины, но и церкви Святого Духа). Это привело к тому, что кроме дворян только Черноголовым разрешали носить меч (а позже шпагу) в городе, причём не только ночью в патруле, но и днём, и члены Братства были весьма уважаемы в обществе, находясь на социальной лестнице лишь на ступеньку ниже купцов Большой гильдии, управляющих в Ревеле «нижним» городом. По мере развития города и появления муниципальных служб постепенно отпадала необходимость в гражданском труде Черноголовых, и Братство всё больше приобретало черты клуба с традициями и привилегиями, к XVIII веку многие из которых стали поддерживаться больше для забавы. Но признанные обществом заслуги, строгий устав и налёт элитарности способствовали признанию Братства у местной знати и даже у монарших особ Восточной Европы и Российской империи.

Первым гражданским подвигом Черноголовых, согласно легенде, стало участие в обороне Ревеля во время восстания Юрьевой ночи в 1343—1345 годах, когда эсты безуспешно пытались сбросить иго колонизаторов и навязанное христианство в Лифляндии. Древнейший документ, упоминающий о Братстве — договор с доминиканским монастырём от 28 марта 1400 года. Он подтверждал право собственности Черноголовых на церковную утварь, переданную ими на хранение в костёл Святой Катарины, принадлежавший доминиканцам. В этом же договоре Черноголовые брали на себя обязательство украсить алтарь Девы Марии, пожертованный Братством храму, а доминиканцы, в свою очередь, должны были проводить у этого алтаря службы для Черноголовых. 12 сентября 1407 года ревельский магистрат утвердил устав Братства, известный также как «Большие права». Рижский устав Братства датируют 1416 годом.
Согласно Большим правам в Ревеле Братство Черноголовых брало на себя обязанность защищать город от любого вражеского вторжения. Среди прочих повинностей Братство обеспечивало город кавалерийским подразделением. Кавалеристы Братства патрулировали городские стены, а шестеро всадников ездили кругами по внутреннему периметру стен, когда городские ворота запирали после захода солнца. В 1526 году Братство передало магистрату Ревеля 8 камнемётных машин, 20 пушечных лафетов и 66 орудий малого калибра. Было пожертвовано 50 золотых марок на изготовление пушек для Нарвы, при этом оговаривалось, что на всех орудиях будет изображён герб Черноголовых.
Во время 25-летней Ливонской войны члены ревельского Братства Черноголовых участвовали во многих сражениях и успешно помогали защищать город от русских войск, осаждавших Ревель в 1570-71 и 1577 годах.
По окончании в 1721 году Великой Северной Войны Ливония стала частью Российской империи. Ганзейский союз утратил в Прибалтике большую часть своего могущества, которое имел в Средние века и Братство Черноголовых постепенно трансформировали из полувоенной корпорации в преимущественно гражданскую организацию. Хотя рыцарский кодекс чести, принятый Братством, и правила, касающиеся участия в сражениях, в целом сохранили, военное значение Черноголовых постепенно шло на спад. Несмотря на это, кавалерийское подразделение с собственной униформой сохраняли в Ревеле до 1887 года.
В XVIII и XIX столетиях местные Братства Черноголовых играли важную роль как организаторы различных общественных мероприятий, торжеств и концертов, а также собирали произведения искусства. В Ревеле и Риге Дома Черноголовых, в которых с почтением хранили средневековые традиции, стали культурными и общественными центрами для представителей элиты общества. В 1895 году Братство Черноголовых в Ревеле было формально преобразовано в Клуб Черноголовых.
Братства в Таллине и Риге продолжали существовать в независимых республиках Эстонии и Латвии до присоединения Прибалтики к СССР в 1940 году, когда Братство было ликвидировано советскими властями. Большей части членов удалось бежать в Нацистскую Германию, где они попытались продолжить чтить свои традиции. В 1961 году Братство Черноголовых было официально зарегистрировано в Гамбурге, где и существует по сей день.

## Состав
Изначально в состав Братства Черноголовых в Ревеле входили преимущественно торговцы, ещё не имевшие возможности вступить в Большую гильдию, холостые, те, кто не был по закону независим или не имел предприятия в Ревеле. В состав также могли входить: ювелиры, аптекари, литераторы, профессоры гимназий. Ревельское Братство Черноголовых было управляемо двумя старейшинами, избираемыми из членов Братства. Старейшие члены ревельского Братства («большая скамья») имели свободный доступ в здание Большой гильдии, где они проводили собрания, но после конфликта, имевшего место между Братством и Большой гильдией в 1540 году, были изгнаны оттуда.

## Региональные структуры
Братство Черноголовых подразделяли на локальные автономные организации, владевшие так называемыми «домами Черноголовых» более чем в 20 городах Эстляндии и Лифляндии, включая Ревель, Ригу, Дерпт, Пернау. В XVII веке было также основано подразделение Братства в Германии в городе Висмар.

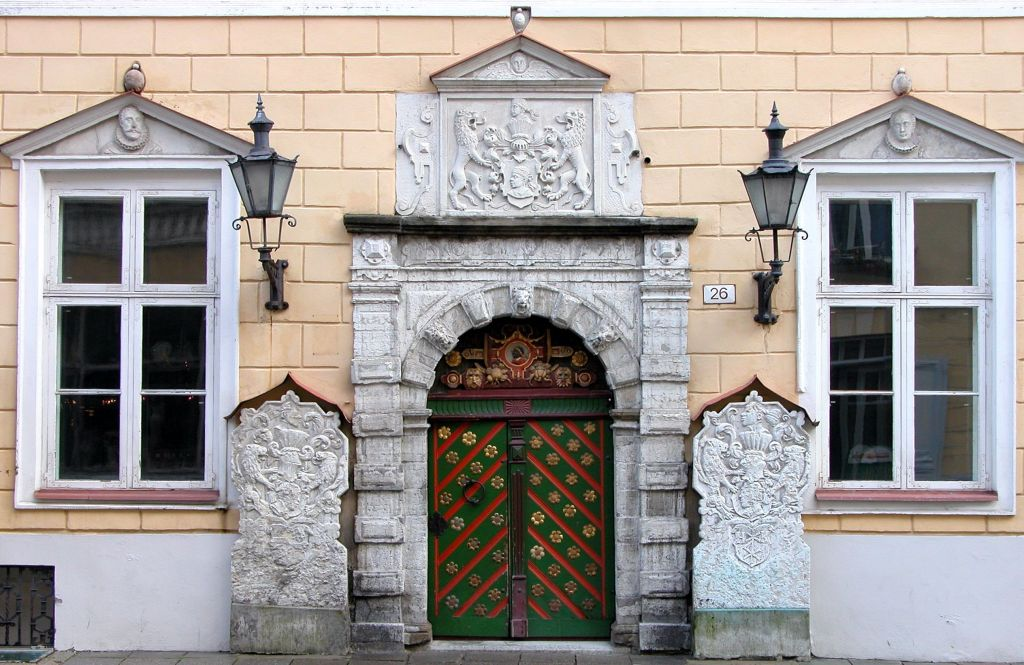
Фасад дома Черноголовых в Таллине, архитектор Арент Пассер)

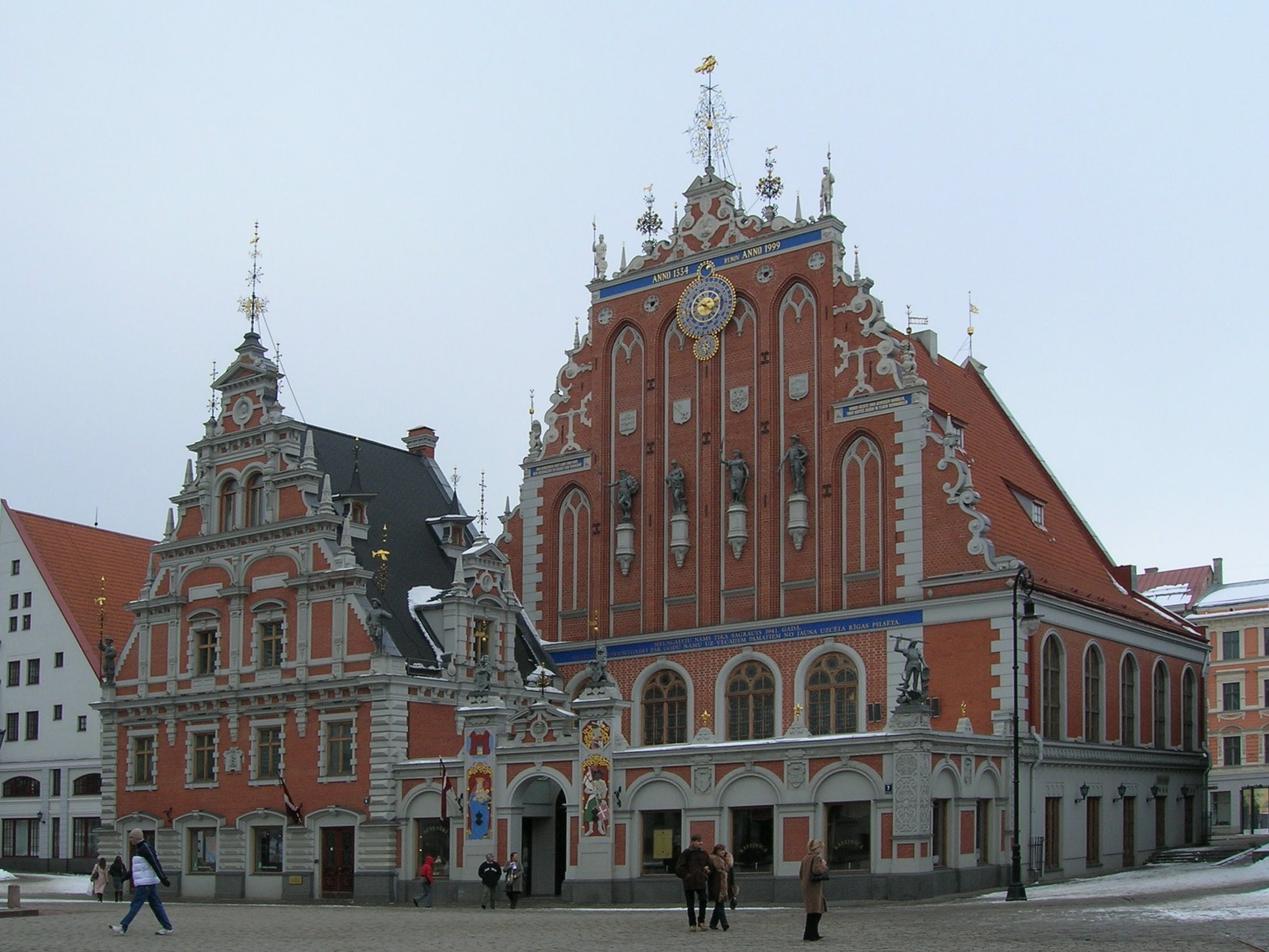
Рижский дом Черноголовых после воссоздания

Дом братства Черноголовых в Таллине — единственный, сохранившийся до XXI века без внешних изменений, хотя в начале XX века его позднеготический зал был радикально перестроен. С 1406 года Братство арендовало помещение для собраний у гильдии св. Олая в нынешнем доме № 24 на улице Пикк в Таллине. Приобретя в 1531 году у ратмана Йохана Вианта соседний земельный участок в собственность Черноголовые получили возможность реализации собственного проекта в стиле ренессанс. В новом помещении был импозантный 2-нефный отапливаемый зал. Позднее были выкуплены оба здания, принадлежавшие гильдии святого Олая (которое первоначально снимали и соседнее). Они оставались в собственности Братства до лета 1940 года, когда Эстония вошла в состав СССР.
Величественный Дом Черноголовых в Риге, проданный Братству в 1713 году был разрушен 28 июня 1941 года при взятии Риги немецкими войсками, а обгоревшие стены были разрушены советскими властями в 1948 году. Рижский дом Черноголовых был восстановлен в 1995—2000 годах.

## Быт Братства
В Средние века состоявшиеся торговцы из ревельского Братства Черноголовых, известные как «старшая скамья», были обязаны посещать ежедневные собрания Большой гильдии, чтобы знакомиться с текущей обстановкой в сфере торговли и искусством торговли в целом. Члены Братства также собирались у себя почти каждый вечер «отдохнуть от трудов праведных».
Дважды в год Братство отмечало большие праздники: первый — после Рождества, между 24 декабря и 10 января, в честь окончания навигации, а второй — в масленицу, до начала навигации. Оба торжества начинали с официальных мероприятий, на которых улаживали организационные вопросы и продолжали «главными пирами», с музыкой, плясками и подобием карнавальных шествий, охватывавших порой весь город.
От этих празднеств в XV—XVI веках пошёл обычай устанавливать рождественское дерево. Первые в Эстонии документы, упоминающие о рождественской ели гласят, что в 1441, 1442 и 1514 Братство устанавливало дерево в своём ревельском доме на праздники. В последнюю ночь торжества дерево было перемещено на Ратушную площадь, где члены Братства танцевали вокруг него. Проповедник и летописец Бальтазар Руссов писал в своей «Хронике провинции Ливония» об установившейся к первой половине XVI столетия традиции ставить большую ель, обвешанную розами на рыночной площади в Ревеле, где молодые люди «отправлялись к ней с толпами женщин и девушек, сначала пели и обвивали дерево, а затем зажигали его, так что в темноте оно ярко горело». Первое описание рождественского дерева, использованного Братством в Риге в 1510 году — похоже на описания из Ревеля.
Во время этих празднований, проходивших дважды в год, в Братство могли быть приняты новые члены. Вступить в братство мог любой «достойный», посещавший пиры Черноголовых ранее. Имена новичков вносили в книгу Братства, старейшина наставлял и поздравлял его, а вся братия при этом пила за здоровье нового собрата из высоких и тонких кубков — «козьих ног». В течение некоторого времени новые члены Братства должны были прислуживать «старшим» братьям за столом и выполнять прочие обязанности.
Взаимоотношения между братьями строго регулировали, а любое нарушение установленного порядка карали. Например, в Ревеле выругавшийся в адрес брата должен был уплатить штраф в 1 марку; штраф за удар в лицо или в ухо составлял 2 марки, а за повторный удар — 3 марки. Штрафы ужесточали при публичном нанесении оскорбления. Уклонение от церемониальных пиршеств, шествий и церковных служб также наказывали. Многие штрафы должны были быть уплачены воском, который в Средние века был ценным товаром; воск использовали для освещения залов и церквей, находящихся под патронажем местного братства. Огромный штраф в 5 фунтов воска выплачивал тот, кто «вцепился другому в волосы или плеснул в лицо пивом».

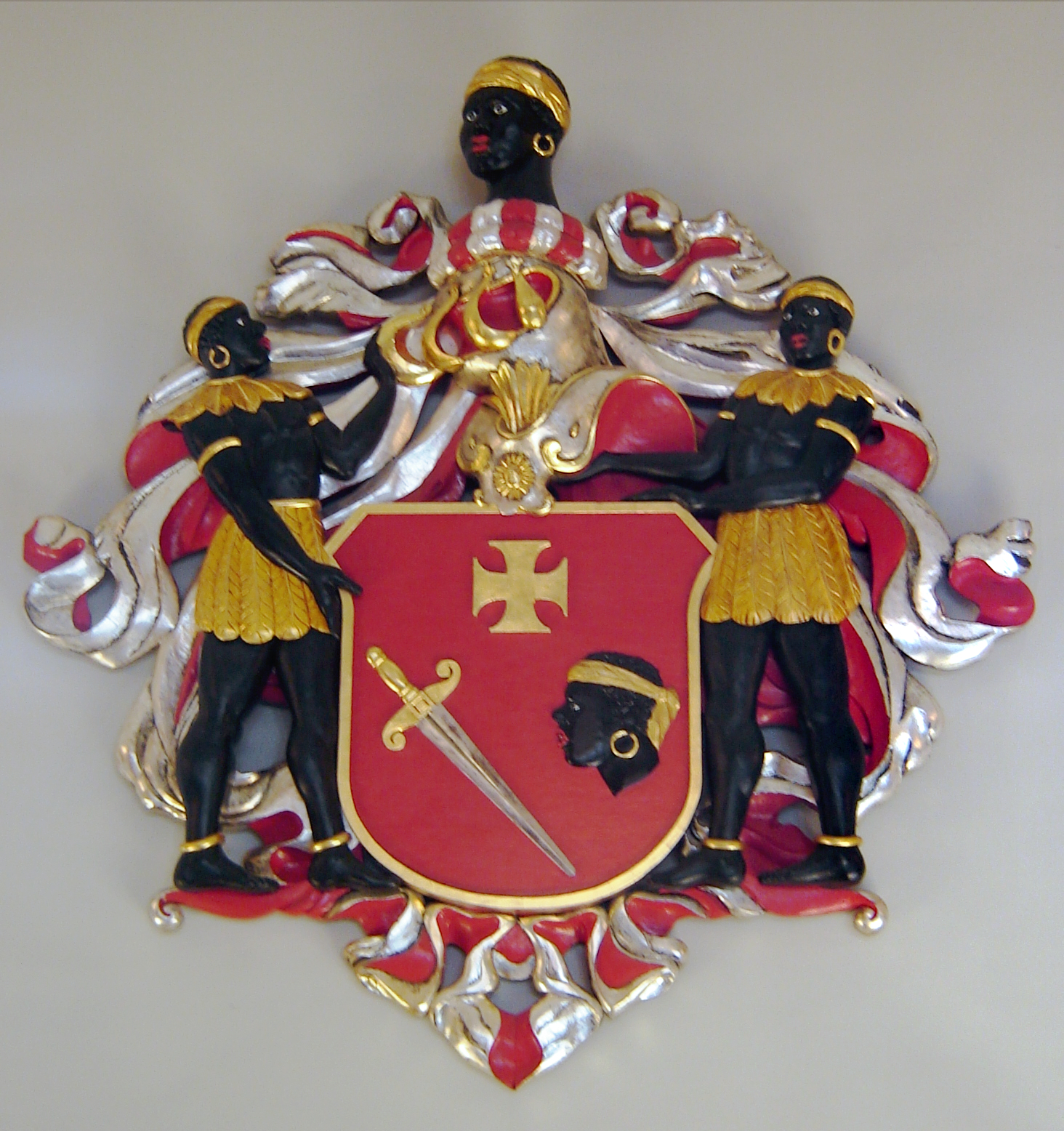
эмблема братства в Доме черноголовых в Риге

## Символика
Точное происхождение термина «черноголовые» — неизвестно. Святой покровитель Братства Черноголовых — темнокожий Святой Маврикий, также его голова изображена на гербе Братства. Остаётся неясным, был ли выбор святого покровителя обусловлен названием или же оно появилось после выбора святого. Возможно, название пошло от того, что члены Братства носили особые головные уборы черного цвета.

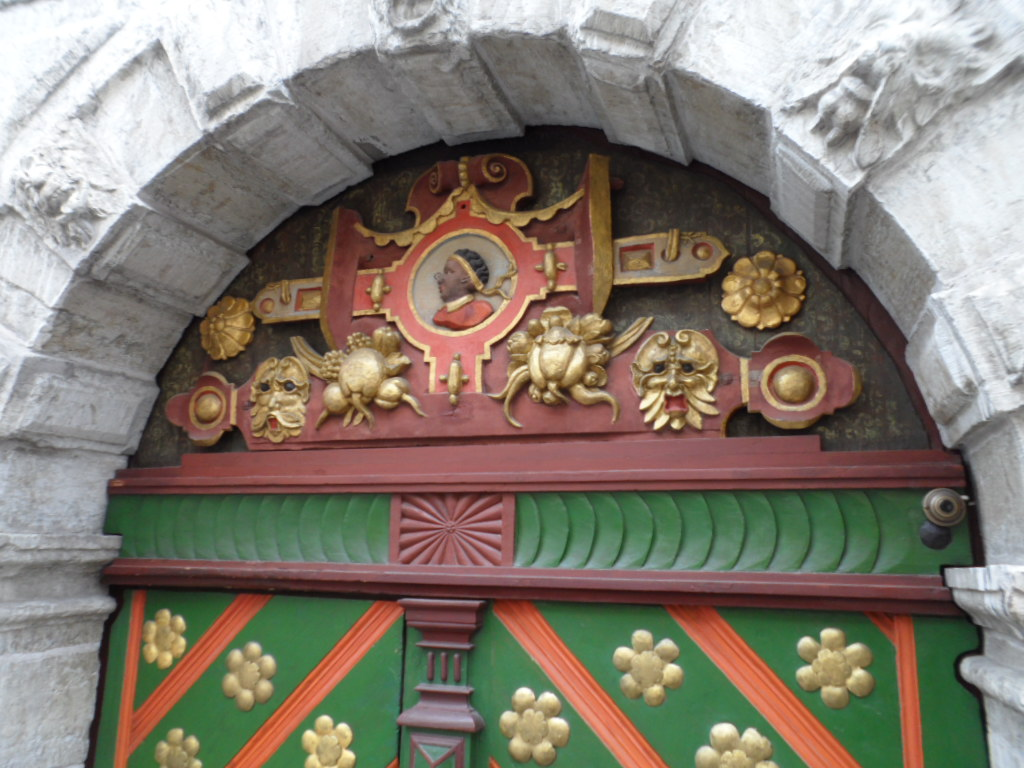
Герб Братства Черноголовых в Таллине

## Значение
Некоторые традиции Братства Черноголовых сохранили в обычаях корпусов (нем. Corps) балтийских немцев, а также эстонских и латышских студенческих корпораций. Как правило, большинство корпораций принимают новых членов дважды в год. Церемониальное употребление алкоголя, затейливо украшенная посуда, личный кодекс чести и строгие правила, управляющие взаимоотношениями между членами, включая установленные штрафы и наказания — всё это во многом напоминает традиции Черноголовых. Военная сторона Братства сохранена в церемониальном использовании особых мечей. В региональной структуре Кайтселийта его члены в Таллине и Тарту, бывших когда-то центрами Черноголовых, поддерживают собственные военизированные малевконды — крупные подразделения дружин (эст. malev), основной обязанностью которых является оборона указанных городов от потенциального вторжения противника.